# Старе Кавково
Старе Кавково (пол. Stare Kawkowo, нім. Alt Kockendorf) — село в Польщі, у гміні Йонково Ольштинського повіту Вармінсько-Мазурського воєводства.
Населення — 129 осіб (2011).
У 1975-1998 роках село належало до Ольштинського воєводства.

## Демографія
Демографічна структура станом на 31 березня 2011 року:
|          | Загалом | Допрацездатний вік | Працездатний вік | Постпрацездатний вік |
| -------- | ------- | ------------------ | ---------------- | -------------------- |
| Чоловіки | 66      | 16                 | 47               | 3                    |
| Жінки    | 63      | 17                 | 35               | 11                   |
| Разом    | 129     | 33                 | 82               | 14                   |